# Jean Potin Cup 1928
Jean Potin cup byl turnaj v ledním hokeji, který se konal od 8. – 10. března 1928. Turnaje se zúčastnilo pět mužstëv, která se utkala vyřazovacím systémem. Utkání na Jean Potin cup, nepovažuje česká strana za oficiální.

## Výsledky a tabulka

### 1. kolo
Československo –  Francie 4:2 (3:1, 1:0, 0:1)
8. března 1928 – Paříž

Branky Československa: 1:0 5. Josef Maleček, 2:1 6. Josef Maleček, 3:1 15. Bohumil Steigenhöfer, 4:1 Wolfgang Dorasil. 

Branky Francie: 1:1 5. Simon, 4:2 Hassler.
ČSR: Stefan Wachmenko – Jaroslav Pušbauer, Wolfgang Dorasil - Bohumil Steigenhöfer, Josef Maleček, Karel Hromádka - Oldřich Šmelhaus.
pařížští Kanaďané –  Švýcarsko 1:0 (0:0, 0:0, 1:0)
8. března 1928 – Paříž

### 2. kolo
Francie –  Švýcarsko 3:2
9. března 1928 – Paříž
 Velká Británie – pařížští Kanaďané 3:2
9. března 1928 – Paříž

### Finále
Československo –  Velká Británie 3:2 (1:0, 1:2, 1:0)
10. března 1928 – Paříž

Branky Československa: 1:0 4. Josef Maleček, 2:2 Hromádka, 3:2 Josef Maleček.

Branky Velké Británie: 1:1 de Marwitz, 1:2 Saer.

Rozhodčí: Albert de Rauch (FRA)

Vyloučení: 1:1 (na jednu minutu)
ČSR: Stefan Wachmenko – Jaroslav Pušbauer, Wolfgang Dorasil - Bohumil Steigenhöfer, Josef Maleček, Karel Hromádka - Oldřich Šmelhaus.